# Paley Center for Media
Le Paley Center for Media est un musée américain, fondé en 1975. D'abord baptisé Museum of Broadcasting, puis Museum of Television and Radio (MTR) à partir de 1991, il adopte son appellation actuelle en juin 2007 en hommage à son fondateur, William S. Paley.

## Histoire
Le Museum of Broadcasting est fondé en 1975 par William S. Paley, un ancien dirigeant du réseau CBS. Il ouvre ses portes à New York en 1977. Robert Saudek (en) est le premier président du musée, alors que Paley dirige le conseil d'administration. Des accords sont passés avec les réseaux et les producteurs afin de rassembler les programmes de radio et de télévision présentés au musée.
Devant le développement de la télévision par câble et satellite, il est rebaptisé Museum of Television and Radio en 1991. Il s'établit dans un nouveau bâtiment de 6 700 m2, situé sur la 52e rue. Conçu par l'architecte Philip Johnson,, il dispose de deux théâtres, de 90 et 200 places, pouvant accueillir des conférences,.

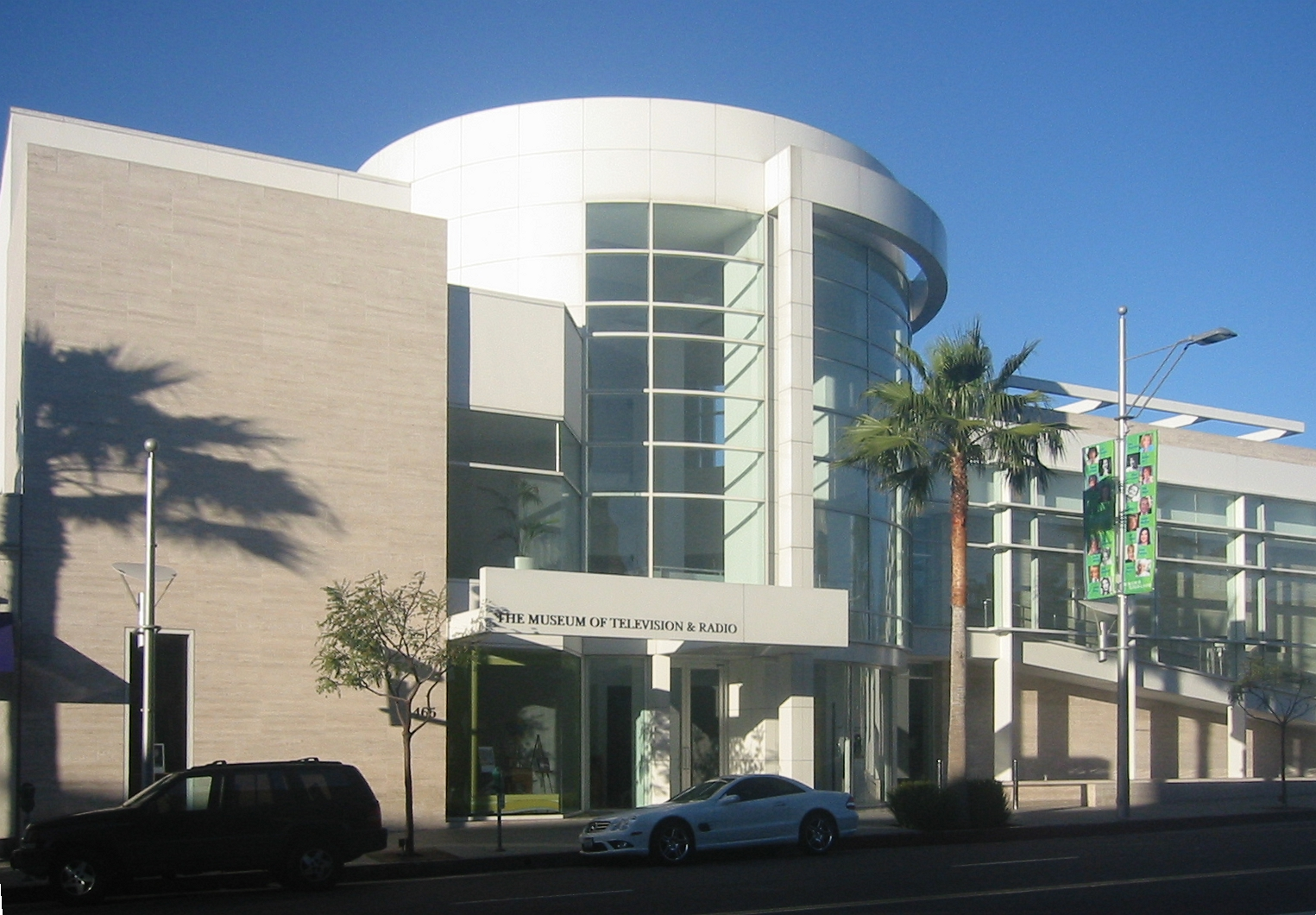
Le bâtiment californien du Paley Center, situé à Beverly Hills.

En 1995, la fréquentation annuelle du musée atteint les 100 000 visiteurs et ses collections abritent 75 000 programmes de télévision et de radio. Robert M. Batscha, le président du Museum of Television and Radio annonce l'ouverture d'un second site à Beverly Hills en Californie, présentant des collections identiques au premier. Le bâtiment, d'une surface de 2 000 m2, est conçu par l'architecte Richard Meier. Il porte le nom de l'ancien dirigeant d'ABC Leonard Goldenson et est inauguré en 1996,.
En 2007, le musée devient le Paley Center for Media. Ses dirigeants souhaitent en faire un lieu de débats sur le rôle des médias dans la société. Les programmes faisant partie des collections sont convertis sous forme numérique.